# خليج المنستير
خليج المنستير هو خليج ضيق من البحر الأبيض المتوسط يقع في شرق وسط تونس، وبالتحديد جنوب مدينة المنستير.
يمثل الحدود الطبيعية لهذا الخليج مع خليج الحمامات، ويحده من الشمال جزر الغدامسي (قبالة ساحل مدينة المنستير) ومن الجنوب مدينة البقالطة على مستوى رأس البحر، رأس ديماس. واسمه مأخوذ من مدينة المنستير التي تقع شمالاً عنه.

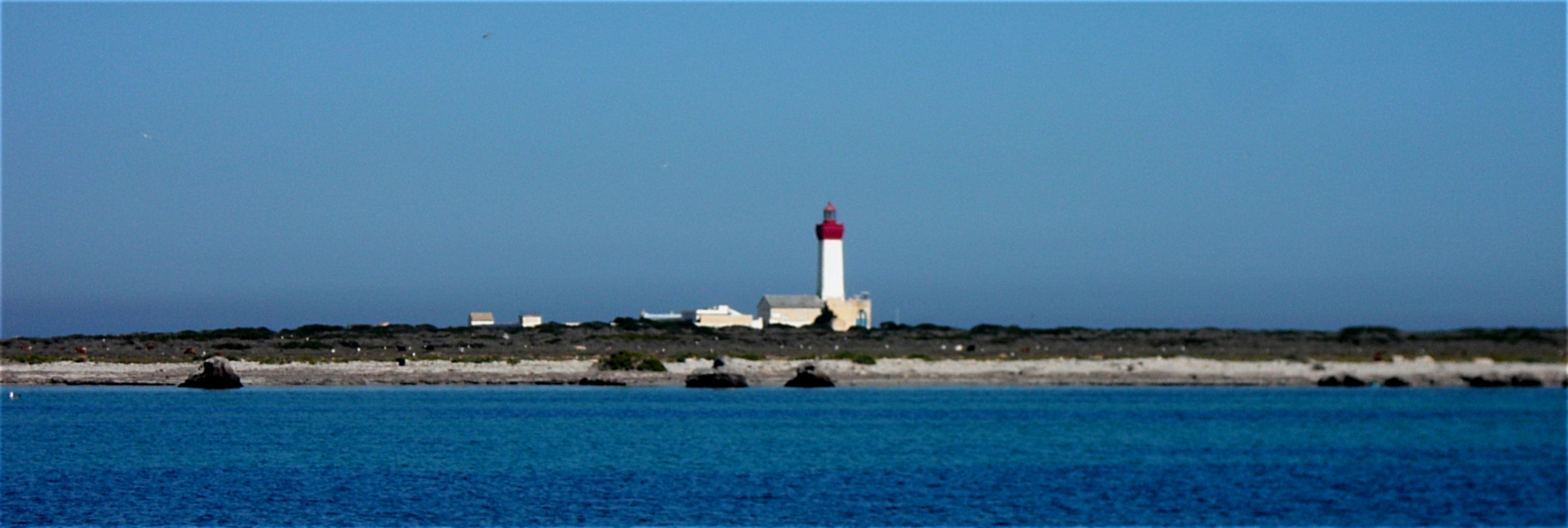
أرخبيل قورية الكبير في وسط الخليج

ويمتد الخليج على مسافة أربعين كيلومترًا، على شكل هلال، وقد تشكلت في وسطه بيئة ذات تنوع حيوي حساس للغاية، وتعتبر المنطقة موطن للعديد من أنواع الحيوانات المائية والطيور.
ويأوي الخليج عدة جزر في مياهه، بما في ذلك أرخبيل قورية الذي يعد من بين المناطق البحرية والساحلية لتونس.
المدن الرئيسية المطلة على الخليج هي المنستير، خنيس، قصيبة المديوني، لمطة، صيادة، طبلبة، والبقالطة، وتشتهر هذه المدن بنشاط كبير لصيد الأسماك.